# 당신들의 조국
《당신들의 조국》(Fatherland)은 로버트 해리스의 1992년 대체 역사 추리 소설이다. 나치 독일이 제2차 세계 대전에서 승리한 세계를 배경으로 하며, 주인공은 반제 회의에 참가했던 국가사회주의 독일 노동자당 요인 암살 사건을 조사하던 SS 장교이다. 조사를 진행하며, 그는 독일의 미국과의 회담에 있어 더 좋은 위치에 서기 위해 참석자들을 전부 제거하려는 음모를 발견하게 된다.
책은 영국에서 출간되자마자 베스트셀러가 되었다. 3백만 부 이상이 판매되었고, 25개 언어로 번역되었다. 한국어판은 2006년 랜덤하우스코리아에서 출간되었다.

## 줄거리
소설은 아돌프 히틀러의 75세 생일을 1주 앞둔 1964년 4월의 나치 독일에서 시작된다. 이야기는 사법경찰(Kriminalpolizei, 크리미날폴리차이(Kripo, 크리포))에서 일하는 조사관 크사비어 마르크가 베를린 외곽 하벨에서 일어난 국가사회주의 독일 노동자당의 고위 인사 요셉 뷜러의 의문스런 죽음을 조사하는 과정을 따른다. 마르크가 전말을 파헤치면서, 그는 자신이 상황 때문에 조직적으로 암살당한 원로 당 요인들이 관련된 정치적 스캔들에 휘말렸음을 알게 된다. 시체의 신원이 확인되자, 게슈타포에서 관할권을 요구하고 크리포에 조사 중단을 명령한다.
마르크는 사건의 조사를 맡기로 결심한 미국 여기자 샬롯 맥과이어를 만나게 된다. 그들은 암살된 요인들 중 한 명의 스위스 은행의 사설 계좌를 조사하기 위해 취리히로 향한다. 결국 둘은 고의적인 살해의 전말을 밝혀낸다: 친위대 제국지도자 라인하르트 하이드리히가 게슈타포에 1942년 1월의 반제 회의에서 최종 해결책을 기획한 요인들 중 남은 인물들을 제거하라고 명령했다. 제거는 히틀러와 미국 대통령 조셉 P. 케네디의 다가오는 회담에서의 안전을 보장하기 위해, 유럽 유대인들의 운명이 그 이전에 절대 밝혀지지 못하도록 빠르게 추진된다. 맥과이어는 학살의 증거를 밝히기를 원하며 중립국 스위스로 향한다. 하지만, 마르크는 그의 10세 아들에 의해 일러바쳐져 게슈타포에 체포된다.
마르크는 프린츠 알브레히트 가의 게슈타포 본부 지하실에서 고문을 당하지만 맥과이어의 위치를 밝히지 않는다. 오딜로 글로보크닉은 아우슈비츠와 다른 수용소들은 완전히 파괴되었고, 마르크는 절대 확실한 진실을 알지 못할 것이라고 말한다. 크리포 국장 아투어 네베는 마르크가 독일-스위스 국경에서 맥과이어와 만날 때 뒤를 쫓기 위해 그를 구한다. 마르크는 무슨 일이 일어나고 있는지 깨닫고 당국의 추적을 잘못 유도하기 위해 아우슈비츠로 향한다.
게슈타포는 아우슈비츠에서 마르크를 따라잡는다. 맥과이어가 국경을 건너 스위스로 가기에는 아직 시간이 남았다는 것을 알고, 마르크는 수용소가 존재했다는 증거를 찾아본다. 게슈타포 요원들이 헬리콥터를 타고 그를 쫓아오는 그 때, 마르크는 땅에 묻혀 있던 벽돌을 찾아낸다. 그는 안심하고 총을 꺼내며 열린 결말을 남긴다.

## 등장 인물

### 가상
- 크사비어 마르크(Xavier March): 사법경찰 형사이자 SS 명예 돌격대지도자(소령)인 마르크(별명은 "자비(Zavi)")는 베를린에 거주하는 42세의 이혼한 남자이다. 그는 이혼한 부인 클라라(Klara)와 사는 아들 파울을 두고 있다. 마르크의 아버지는 제1차 세계 대전 동안 독일 제국해군에 복무하던 중 입은 부상으로 1929년에 사망하고, 어머니는 1942년 영국 공군의 폭격으로 사망했다. 마르크는 제2차 세계 대전 동안 유보트를 지휘했고, 용맹으로 칭송받고 알려졌다. 전쟁 후의 간호사와의 결혼 생활은 이후 계속 악화되었다. 그의 군 경력은 경찰에서 형사 진급에 도움을 주었다. 하지만 1964년에, 그는 그가 정권에 비호감을 가진 것을 알아낸 게슈타포의 비밀 감시 아래 놓여 있다. 예를 들어, 마르크는 "'동계구호기금(Winterhilfswerk)' 기부를 계속 거부"하고, 그의 아들의 예비소년단 참여에 불충분한 지지를 보였으며, 국가사회주의 독일 노동자당 "가입을 계속 거부"하고,[2] "당을 조롱"하고, 특히 그가 현재 거주하는 아파트에 살았던 유대인 가족의 행방에 궁금증을 가졌다.
- 샬롯 "찰리" 맥과이어(Charlotte "Charlie" Maguire): 25세의 미국 기자로서, 가상의 통신사 월드 유러피언 피처스(World European Features)의 배를린 특파원으로 부임한다. 소설 속에서, 그녀와 마르크는 사랑에 빠지기 시작한다. 맥과이어는 정치적으로 유명한 아일랜드계 미국인 가정 출신이다. 미국 국무성 고관과 그를 전쟁 전에 홀로 남겨둔 독일 가수의 딸로서, 맥과이어는 악센트 이외의 독일어를 유창하게 구사한다.
- 헤르만 요스트(Hermann Jost): SS 사관 학교의 19세 사관생도인 요스트는 조깅 중 마르크의 조사 대상이 된 시체를 발견했다. 마르크는 그가 밝혀내고자 하는 것보다 요스트가 목격한 것이 더 많다고 확신하며, 처음에는 그가 동료와의 — 사형에 처해질 수 있는 — 동성애 관계를 숨기고 있다고 의심한다. 하지만 마르크는 결국 요스트가 진실을 말하게 한다 — 그는 시체와 SS 장교 오딜로 글로보크닉을 목격했다. 소설 속에서, 글로보크닉은 마르크에게 "이제 더 이상 목격자는 없어"라고 말한다.[3] 이후 마르크는 끔찍하게도, 요스트가 동부 전선의 반 파르티잔 전장으로 보내졌다는 것을 알게 된다 — 죽음을 일컫는 말이다.
- 파울 "필리" 마르크(Paul "Pili" March): 마르크의 10세 아들인 필리는 어머니, 그리고 그녀의 파트너와 함께 베를린 교외의 방갈로에 거주한다. 필리는 열렬한 예비소년단 단원이다. 나중에 필리는 게슈타포가 어떻게 할지 모르는 채로 아버지를 고발한다.
- 막스 예거(Max Jaeger). 마르크의 50세 친구이자 크리포 동료로, 아내 한네로레(Hannelore)와 네 명의 딸들과 베를린에 거주하며, '체제'에 의문을 가지기를 꺼린다. 예거는 소설 마지막에 마르크를 구하고 도주 차량을 마련하지만, 소설 시작부터 마르크의 정보를 알렸고, 마르크의 "구출"은 샬롯 맥과이어를 찾기 위한 게슈타포의 술책임이 밝혀진다.
- 발터 피베스(Walther Fiebes): 피베스는 마르크의 사무실과 복도로 이어진 크리포의 성범죄 수사반 VB3에서 근무하는 형사이다. 원래 호색가인 그는 강간, 간통, "아리아인" 여성과 슬라브인 하인 간의 타 인종 간 관계를 조사하는 것을 즐긴다.
- 루돌프 "루디" 할더(Rudolf "Rudi" Halder): 마르크의 친구이자 전 유보트 선원으로서, 루디는 제국문서보관소(Reichsarchiv)에서 독일 국방군과 무장친위대의 역사를 정리하는 것을 도우며 일하는 역사가이다.
- 칼 크렙스(Karl Krebs): 크렙스는 게슈타포 장교이며, 글로보크닉이 싫어하는 전형적인 대학 출신의 젊은 SS 사병이다.

### 실존
- 오딜로 글로보크닉(Odilo Globocnik): 게슈타포의 연로 상급집단지도자이자 친위대 제국지도자 라인하르트 하이드리히의 오른팔이며, 별명은 "글로부스"("Globus")이다. 글로부스는 이 책에서의 주요 악역이며, 개인적으로 반제 회의 참석자 암살의 책임이 있다. 마르크의 체포 이후, 글로부스는 잔인한 고문을 동반하며 마르크를 심문한다.
- 아투어 네베: 1964년의 네베는 크리포 국장으로서 베를린의 호화로운 사무실을 가진 노인이다. 처음에는 정치적 이유로 게슈타포의 개입에도 불구하고 마르크의 수사를 돕다가, 결국 마르크의 수사 뒤에 숨겨진 독일의 국제적 지위에 대한 위협을 깨닫고 증거의 소재를 찾기 위해 마르크를 속이는 계획을 짠다.

### 언급된 실존 인물
- 아돌프 히틀러: 점점 정치에서 멀어지는 늙은 대독일제국 총통. 그는 전쟁이 끝난 후부터 이미지를 누그러뜨리고, 민간 복장을 입으며 차분한 어조로 연설한다.
- 하인리히 힘러: 친위대 제국지도자. 힘러는 전쟁이 끝난 후 1962년 비행기 사고로 사망할 때까지 제국지도자 자리를 지킨다.
- 라인하르트 하이드리히: 하이드리히는 현직 친위대 제국지도자이며 히틀러의 후임자로 고려되고 있다. 직접 드러나지는 않지만, 그는 이 책에서의 주요 악역이다. 그는 최종 해결책의 가장 가까운 증거를 없애기 위해 반제 회의 참석자들에 대한 암살을 개인적으로 지시한다.
- 헤르만 괴링: 괴링은 1951년 병사한다. 베를린의 국제공항에 그의 이름이 붙여진다.
- 요제프 괴벨스: 괴벨스는 1964년 현재 생존해 있으며 국민계몽선전부 장관직을 유지하고 있다. 그의 아이들은 고위 관료가 된다.
- 윈스턴 처칠: 전 영국 총리로서, 처칠은 영국의 대독일 평화조약 당시 영국을 떠나 현재 캐나다에 거주하고 있다.
- 조지 6세: 영국의 전 국왕. 캐나다로 망명해 1952년 사망 때까지 캐나다에 거주한다.
- 엘리자베스 공주: 엘리자베스 공주도 영국을 떠나 캐나다에 거주하고 있다. 그녀는 영국 왕위 계승권을 주장한다.
- 에드워드 8세: 영국이 항복한 후, 에드워드 8세가 복위했다. 그와 부인 월리스 심슨은 각각 대영 제국 황제와 황후로서 왕위에 올라 있다.
- 조지프 P. 케네디: 현 미국 대통령.
- 찰스 린드버그: 독일 주재 미국 외교관.

또한 직접적이지는 않지만 비틀즈도 언급된다. 함부르크에서 공연을 하고 독일 청년들의 유명세를 타며, 독일의 언론은 그들을 비난한다.
몇몇 반제 회의 참석자들은 소설 전개에 중요한 역할을 하지만, 나머지 인물들은 소설의 시점에서 이미 사망한 상태이다.

## 배경

### 제2차 세계 대전의 대체 역사

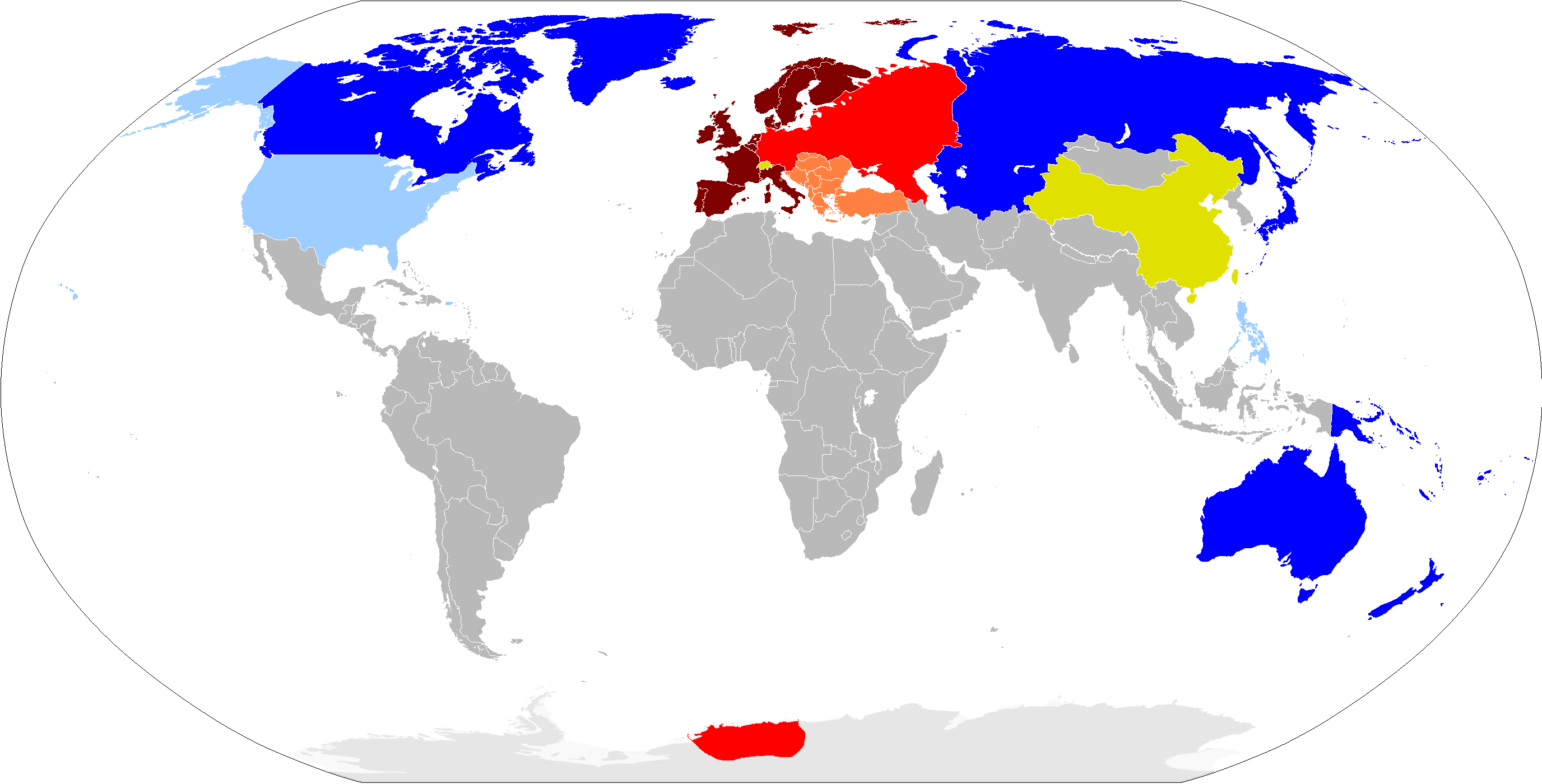
독일이 제2차 세계 대전에서 승전한 당신들의 조국 속 1964년의 세계

소설 속에서, 해리스는 독일이 제2차 세계 대전에서 살아남은 가상의 역사를 천천히 설명한다. 특정하여 서술되지는 않으나, 가장 이른 시점의 분기는 라인하르트 하이드리히가 체코 암살자의 암살 시도에서 – 실제로는 사망했으나 – 살아남아 SS 제국지도자가 된 것이다. 동유럽에서의 독일의 공세는 청색 작전을 성공시키고 캅카스를 점령하며 붉은 군대의 석유 보급을 끊어 결국 1943년에 소련군을 패배시키며 끝났다. 독일군은 또한 에니그마 암호의 비밀이 영국에서 해독되고 있다는 것을 알아낸다. 그 이후 영국에 대한 막대한 유보트 공격은 영국을 기아 상태에 몰아넣으며 1944년에 항복을 받아내는 데 성공하고, 노르망디 상륙작전은 일어나지 않는다.
조지 6세와 윈스턴 처칠은 캐나다로 망명한다. 에드워드 8세가 곧 영국 왕위를 되찾고, 월리스 심슨이 여왕이 된다. 독일은 소련을 우랄산맥 동쪽으로 몰아내지만, 전투는 그곳에서 계속된다.
미국은 1945년에 핵무기로 일본 제국을 항복시킨다. 독일은 장거리 미사일로 미국 본토를 타격할 능력이 있음을 확인시키기 위해 1946년에 "V-3" 미사일을 뉴욕으로 발사한다. 그리고 미국과 독일은 이 세계에서 냉전의 두 초강대국이 된다.

### 전후의 대체 역사
유럽에서 승리를 거둔 후, 독일은 폴란드 등의 동부 영토를 국가판무관부로 개편한다. "로마 조약" 서명 이후, 서유럽과 스칸디나비아는 독일 주도의 경제 블록, 유럽 연합에 편입된다. 1964년까지도 미국과 대독일제국은 냉전을 이룬다.
소련의 잔당은 독일군에게 우랄산맥과 시베리아에서의 끝없는 게릴라전의 부담을 안긴다. 계속되는 사상(1960년부터 최소 10만 명)은 게릴라 전쟁으로 인해 독일은 영원한 경계태세를 유지하게 될 것이라는 히틀러의 (소설 내에서 인용된 실제)발언에도 불구하고 독일군을 약화시킨다. 사상자는 한밤중에 철도를 통해 본국으로 수송된다.
소설은 독일에서 히틀러의 75세 생일 축하를 준비하는 1964년 4월 14-20일을 배경으로 한다. 조셉 P. 케네디 미국 대통령의 독일 방문은 미국과 대독일제국 사이의 점진적 데탕트 계획의 일부이다. 소설 속에서, 독일의 동부 지배가 폴란드와 소련 파르티잔 운동에 의해 약화되고 있기에 정권은 미국과의 평화를 원하는 상태이다. 또한 독일은 젊은 세대에 사상을 주입하는 데 어려움을 겪고 있고, 많은 독일 청년들이 반감을 가지고 있다 - 정권에 대한 사회 운동은 아직 드물다.
홀로코스트에 대해 공식적으로는 유대인 인구가 통신과 교통이 어려운 곳으로 이주되었다고 설명된다. 그에도 불구하고 많은 독일인들이 유대인들이 조직적으로 말살되었다고 추측한다.

### 대독일제국과 국제 정세

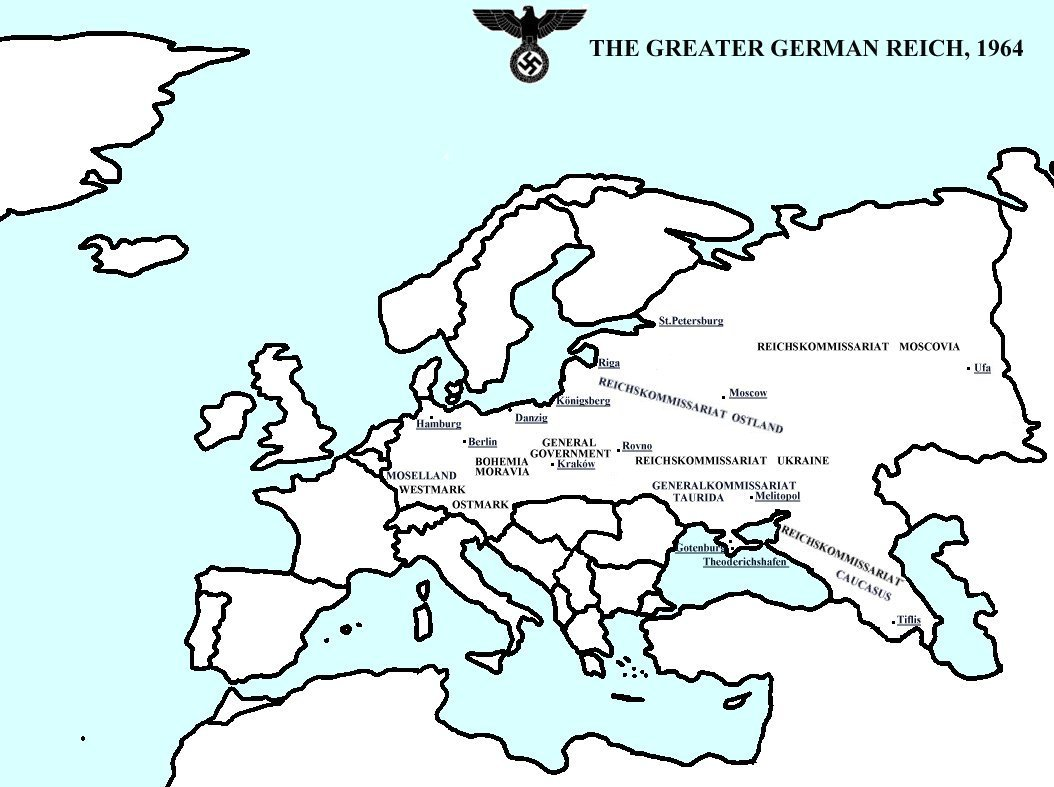
당신들의 조국에서의 1964년 유럽.

당신들의 조국의 맨 앞 페이지에는 두 개의 지도가 있다: 하나는 베를린 중심가이고 다른 하나는 서쪽으로는 알자스-로렌("베스트마르크"), 동쪽으로는 우랄산맥과 캅카스에 이르는 거대하게 확장된 대독일제국의 영역을 보여 준다.
독일은 오스트리아("오스트마르크"), 슬로베니아, 보헤미아-모라비아 보호령, 룩셈부르크("모젤란트")를 보유한다. 동쪽에서는 폴란드가 총독부 치하에서 통치되고 있으며 우랄산맥 서쪽의 소련 지역은 5개 제국위원회로 분리되었다: 오스틀란트(벨라루스와 발트 3국), 우크라이나, 무스코비(모스크바부터 우랄산맥), 코카서스, 타우리다(우크라이나 남부와 크림반도). 노르웨이 트론헤임의 독일 핵잠수함이 배치된 해군 기지에 대한 언급도 나온다.
스위스를 제외한 서유럽과 남유럽의 나머지는 독일에 의해 포르투갈, 스페인, 프랑스, 아일랜드, 영국, 벨기에, 네덜란드, 이탈리아, 덴마크, 노르웨이, 스웨덴, 핀란드를 포함하는 유럽 공동체로 편입된다. 당신들의 조국에서의 크로아티아, 그리스, 루마니아, 헝가리, 불가리아, 세르비아를 포함한 동유럽은 독일에 의해 지배된다. 당신들의 조국의 유럽 공동체 회원국들은 독립적인 정부와 국가원수 아래 공식적으로는 자유로우나, 독립적인 역할은 자국의 치안 유지 정도로 한정된다고 추측된다. 유럽 국가들은 베를린의 지속적 감시하에 있으며 이름을 제외한 모든 것이 독일에 종속된다 - 유럽 연합 본부의 다른 국가들의 국기보다 2배는 더 큰 독일 국기가 상징하는 바이다.
독일이 독일어권 주들을 흡수하기 위해 스위스로 눈길을 돌릴 무렵, 냉전의 교착 상태가 벌어지고 스위스는 외교와 미국과 독일 정보 요원들의 첩보에 적합한 중립 지대가 된다. 결국, 스위스는 베를린에서 독립되어 외교를 펼치는 유일한 유럽 국가가 된다.
미국은 대독일제국과의 냉전에 처해 있다. 1946년 종전 이후, 미국과 독일 양국 모두 핵과 우주 기술을 발전시켜 왔다. 미국이 일본 영토에 핵무기를 투발한 후 일본은 미국에게 패전한다. 미국은 1936년 이후 올림픽에 참가하지는 않지만, 1964년에는 참가가 예정되어 있다.
중국은 독재 정권이 들어서 있다고 살짝 언급되지만, 정확한 상황은 언급되지 않는다. 몰락한 소련의 극동과 중앙아시아 잔존국이 존재하며, 미국은 소련이 독일군을 우랄산맥에 붙잡아 놓는 데 사용되는 무기와 자본을 공급해준다. 독일의 선전은 동방의 전쟁을 작게 보도하지만, 독일은 동부 전선의 전쟁에서 대가를 치르고 있다. 아프리카와 남아메리카는 소설 내에서 언급되지 않는다.
캐나다, 오스트레일리아, 뉴질랜드는 미국과의 동맹 관계이다. 엘리자베스 공주는 캐나다에 거주하며 캐나다, 오스트레일리아, 뉴질랜드, 미국에서는 영국의 합법적 여왕으로 인정되고 있다. 윈스턴 처칠도 캐나다에 거주한다.
소설에서는 국제 연맹과 국제 연합의 존재 가능성에 대해서는 언급되지 않는다. 하지만 국제 적십자는 당신들의 조국의 세계에서도 존재한다.
소설에서는 전후에 국제 관계를 무색하게 하는 독일과 미국 사이의 긴장 상태가 대두되는 것으로 묘사된다. 독일 건축물은 반드시 방공호를 장비해야 한다;제국문서보관소는 미사일이 직격해도 버틸 수 있도록 지어졌다. 당신들의 조국의 세계에서 독일과 미국만이 핵무기를 보유하고 있는지는 명쾌히 설명되지 읺는다.

### 독일 국내 사회
소설 속에서, 독일은 소련 견제에 집중한다. 히틀러는 여러 해 동안 그의 이미지를 부드럽게 하는 과정을 밟았고, 이제 대부분의 시간 동안 당원복 대신 민간 복장을 입는다. 하지만 체제의 기본적 특성에서는 실질적인 변화가 일어나지 않았다. 히틀러의 독재 권력의 합법적 기반인 1933년의 제국의회 방화사건과 전권 위임법은 효력이 유지된다. 신문, 라디오, 텔레비전은 강력히 통제된다. 반대자들은 수용소로 보내지고 있다. 국제 적십자의 연출된 조사가 있지만, 수용소의 처우는 1930년대나 40년대의 그것만큼 가혹하기로 악명이 높다.
소설 속에서, 국가사회주의 이념의 기반은 아직도 독일의 경제적, 사회적 문제에 대한 비판을 체제를 위협하거나 소수인 집단에게 돌리는 정책에 있다. 유대인, 공산주의자, 동성애자, 근친상간, (특히 "아리아인"과 슬라브인 간의)타 인종 간 관계는 계속해서 당의 희생양이 되고 있다. 정치 선전은 이전까지 미국을 부패, 퇴보, 빈곤의 땅으로 묘사한다. 하지만 히틀러와 케네디의 외교 협상이 가까워지면서 정치 선전은 미국의 이미지를 더 긍정적으로 바꾸어야만 한다.
사상적, 도덕적 타락에도 불구하고, 시민들이 유럽 위성국들에 의지해 살아가고 수많은 폴란드인, 체코인, 우크라이나인 노동자들에 의해 육체 노동에서 해방된 독일은 높은 생활 수준을 누린다. 유럽 국가들은 (영국산 가전 제품 등의)고품질의 소비재를 독일로 수출하고 옥스퍼드 대학교의 SS 학교나 외국인 가사 노동자 등의 인력도 제공한다. 히틀러의 미술과 음악 취향은 독일 사회에서 보편적인 것으로 남는다.
징병제는 아직도 유지된다. 동유럽이 (지역 파르티잔은 아직도 활동하지만)독일 이주민들에 의해 식민지화되고 당에서 출산을 강조한 덕에 독일인 인구는 치솟았다. 당을 창립하고 히틀러를 따라 권력을 잡은 원 지도자 세대가 죽어가기 시작하면서, 요인들 중 알베르트 슈페어같이 잘 교육된 과학 분야의 전문가들이 늘어나고 있다. 질서경찰(오르포)는 SS와 합쳐졌고, 마르크 등의 경찰관이 SS 명예 계급을 달고 있다.
등장 인물들의 말로는, 1960년대 초의 독일은 점점 반항적이 되어가고 있다. 젊은 세대들에게는 히틀러의 집권을 위한 길을 터 준 불안정에 대한 기억이 없다. 특히 우랄 지역의 전쟁에 항의하는 학생 시위, 미국과 영국의 문화적 영향, 평화주의의 대두가 사회 전체에서 나타난다. 재즈 음악은 아직도 유명하지만 독일 정부는 흑인의 영향을 최소화한 판본이라는 대안을 내놓는다. 전체적인 억압에도 불구하고, 실제로 있었던 비틀즈의 함부르크 공연은 소설 속에서도 일어난다(그리고 국영 언론에서 비난받는다). 독일은 테러리스트의 지속적 공격에 처해 있으며, 요인들이 암살당하고 민항기가 폭파된다. 기독교는 억압받고, 히틀러 청소년단은 모든 어린이들에게 의무이다. 대학교는 학생 저항의 중심이 되고, 백장미단이 다시 활동한다.
독일 관료주의 아래 많은 여성들이 활동하지만, 당은 여성에게 집에 머물러 많은 아이들을 기르도록 권하면서(아직도 자녀와 주방을 강조하며) 이념을 주입한다. 기쁨을 통한 힘(Kraft durch Freude) 등의 조직들은 독일 영토의 휴양지에서의 휴가를 제공하는 등의 기능을 다하고 있다. 독일 시민들은 동계구호기금에의 참가를 독려받는다. 방대한 아우토반과 실제의 브라이트스푸어반 계획을 위한 철도를 포함해 퍼져나간 교통망이 제국 전체에 퍼져 있고, 거대한 기차가 운행된다.

### 과학기술
당신들의 조국의 기술 수준은 실제 1960년과 유사하다. 독일군은 제트기, 핵잠수함, 항공모함을 사용하고, 민간 기술 역시 상당히 발전한다. 민항 제트기, 텔레비전, 헤어 드라이어, 커피 머신, 복사기가 독일에서 사용된다(마지막 기기는 지하 문학의 확산을 막기 위해 엄격히 통제되지만 말이다).
미국과 독일 모두 첨단 우주 기술을 가지고 있는 것으로 보인다. 독일의 우주 계획은 발트 해 연안의 페네뮌데(Peenemünde) 육군 연구소의 로켓 실험을 기반으로 한다. 우주 개발의 현황은 특정되지 않지만, 마르크와 맥과이어 사이의 대화에서는 우주 경쟁에서 미국을 앞섰다는 독일의 선전 내용이 사실로 확인된다. 이 점은 현실에서는 미국으로 갔던 독일의 로켓 과학자와 공학자들이 소설 속에서는 독일을 위해 일하고 있기 때문일 것이다.

## 타 매체에서

### 영화
1994년 HBO에 의해 영화화되었으며, 마르크 역으로 루트거 하우어가, 맥과이어 역으로 미란다 리처드슨이 출연해 1995년 골든 글로브상 시리즈, 미니시리즈, 텔레비전 영화 부문 여우조연상을 수상했다. 루트거 하우어의 연기도 추천되었다. 영화는 1995년 에미상 시각 특수효과 부문에 추천되었다. 대한민국에서는 1997년 8월 9일에 문화방송(MBC)에서 《히틀러의 부활》이라는 제목으로 방영되었다.

### 라디오
이 소설은 BBC 라디오로 방송되었고, 마르크 역으로 앤턴 레서가, 맥과이어 역으로 안젤린 볼(Angeline Ball)이 출연했다. 존 드라이든(John Dryden)에 의해 감독, 1997년 7월 9일에 첫 방영했다. 매체의 한계로 결말이 약간 달라졌다:아우슈비츠 수용소는 시설 전체가 버려진 상태로 발견되고, 맥과이어의 스위스로의 이동은 일어난 것으로 수정되었다.

### 오디오북
소설의 원문 오디오북이 1993년 랜덤하우스 오디오에서 발매되었으며, 워너 클렘퍼러(Werner Klemperer)가 낭독했다.

## 같이 보기
- 비명을 찾아서
- 2009 로스트 메모리즈
- 높은 성의 사나이